# Robert Williams Buchanan
Robert Williams Buchanan, född 18 augusti 1841, död 10 juni 1901, var en skotsk/engelsk skald.
Buchanan lämnade vid 19 års ålder universitetet i Glasgow för att slå sig ned som författare i London, där han höll på att gå under av svält. Han blev senare en av sin tids bäst betalda skriftställare men förlorade sin förmögenhet och dog i stor fattigdom. Buchanan var en produktiv och mångsidig diktare, vars alster omfattar lyriska, episka och didaktiska diktverk samt dramer och romaner. Han fick stor framgång med diktsamlingen Idylls and legends of Inverburn (1865) med ämnen från Skottland, vars natur och folk behandlas i flera av hans senare arbeten. Han London poems (1866) är mer mörkare och mer realistiskt färgade. Den så kallade keltiska mystiken framträdde i hans stora episkt-didaktiska och filosofiska The book of Orm (1870). Ett större verk på vers är även The wandering jew (1893), där han angrep den moderna kristendomen. 1871 gjorde han ett angrepp på diktaren Dante Gabriel Rossetti och dennes riktning, vilket ledde till en hetsig litterär fejd.